# Sorokyne
Sorokyne (in ucraino Сорокине?; in russo Сорокино?, Sorokino) è una città dell'Ucraina di circa 43.000 abitanti, situata nell'oblast' di Luhans'k. Dall'aprile 2014 è de facto parte della Repubblica Popolare di Lugansk. La denominazione attuale è stata decisa nel 2016 dalle autorità ucraine ma non è riconosciuta dalle autorità della Repubblica Popolare, per le quali la città conserva il nome di Krasnodon (in ucraino e in russo Краснодон?).